# Webreportage
 (août 2024).
 (mars 2008).
Si vous disposez d'ouvrages ou d'articles de référence ou si vous connaissez des sites web de qualité traitant du thème abordé ici, merci de compléter l'article en donnant les références utiles à sa vérifiabilité et en les liant à la section « Notes et références ».
Le webreportage est une nouvelle forme de journalisme sur le web qui utilise la technique du Richmedia. Cela consiste en une approche transmédia de l'information permise par les nouvelles possibilités qu'offre Internet. À un reportage vidéo principal s'ajoute une série de liens qui permettent d'enrichir l'information avec des vidéos, textes, photos ou sons complémentaires.
Un webreportage est en général plus court et plus rapide à produire qu'un web-documentaire.
Cette nouvelle forme de journalisme interactif connait un succès croissant sur le web.